# Peripatus manni
Peripatus manni är en klomaskart som beskrevs av Charles Thomas Brues 1913. Peripatus manni ingår i släktet Peripatus och familjen Peripatidae. Inga underarter finns listade i Catalogue of Life.